# Уломка (река)
Уломка — река в Вологодской области России. Длина реки составляет 42 км, площадь водосборного бассейна — 208 км².
Протекает по территории Череповецкого района. Вытекает из озера Глухого, лежащего на высоте 112 метров над уровнем моря в лесной заболоченной местности, впадает в Рыбинское водохранилище у деревни Клопузово. В среднем течении пересекается автодорогой А114 Вологда — Новая Ладога.
Вдоль течения реки расположены населённые пункты Коротовского сельского поселения, в том числе административный центр поселения — деревня Коротово.

## Данные водного реестра
По данным государственного водного реестра России относится к Верхневолжскому бассейновому округу, водохозяйственный участок реки — Рыбинское водохранилище до Рыбинского гидроузла и впадающие в него реки, без рек Молога, Суда и Шексна от истока до Шекснинского гидроузла, речной подбассейн реки — Реки бассейна Рыбинского водохранилища. Речной бассейн реки — (Верхняя) Волга до Куйбышевского водохранилища (без бассейна Оки).
Код объекта в государственном водном реестре — 08010200412110000007362.